# Dorothea Wüsten
Dorothea Wüsten (geb. Köppen; * 8. November 1893 in Ketzin; † 11. November 1974 in Berlin) war eine aus dem nationalsozialistischen Deutschland emigrierte deutsche Keramikerin, Malerin und Zeichnerin. In der DDR wurde sie Ehrenbürgerin von Görlitz.

## Leben und Werk
Dorothea Köppen war das zweite Kind des „wohlhabenden, evangelischen und preußisch gesitteten“ Ketziner Apothekers Otto Koeppen und seiner Ehefrau Katharina. Sie besuchte von 1900 bis 1903 die Vorschule in Ketzin, anschließend die Privatschule Iffland in Potsdam und von 1906 bis 1910 das Lyzeum in Blankenburg.
Im Ersten Weltkrieg war sie von 1914 bis 1916 Pflegehelferin in einem Lazarett in Blankenburg. Im Herbst 1916 ging sie nach München, wo sie sich mit Malen und Zeichnen befasste. Danach belegte sie einen Kursus für Steno und Schreibmaschine in Berlin und arbeitete von Dezember 1917 bis Oktober 1918 als Stenotypistin bei AEG in Tempelhof. Ihr jüngerer Bruder und ihr Verlobter nahmen als Offiziere am Krieg teil und starben an der Westfront. Von 1918 bis 1919 nahm Dorothea Köppen in Berlin Unterricht bei Eugene Spiro und Karl Wendel (1878–1946 ?), und von 1919 bis 1922 studierte sie an der Akademie der Künste Düsseldorf bei Heinrich Nauen. Aus finanziellen Gründen brach sie das Studium ab. Sie arbeitete einige Monate in einer Fabrik für Holzspulen in Blankenburg und ab Frühjahr 1923 als Keramikmalerin in der Töpferei Walter Rhaue in Görlitz. Dort lernte sie Johannes Wüsten kennen. Auf Initiative Dorothea Köppens gründeten beide 1923 mit Theodor Wüsten die Seidenberger Fayence-Manufaktur Görlitz, Bellermann & Wüsten, die bis 1925 bestand.
Neben ihrer Arbeit in der Manufaktur betätigte sich Dorothea Köppen als Malerin und Zeichnerin. Viele kolorierte Zeichnungen und Aquarelle zeigen ihre liebevolle Hinwendung zu Menschen und Landschaft der Oberlausitz und zu Görlitz.
1926 heiratete sie Wüsten. Im Sommer 1927 unternahm sie mit ihm eine Studienreise nach Dalmatien.
Sie beteiligte sich an der politischen Arbeit, die Wüsten als Mitglied der KPD leistete. Nach der Machtergreifung der Nationalsozialisten fanden in ihrer Görlitzer Wohnung illegale Treffen statt. Dorothea Wüsten trat in die illegale KPD ein.
Wegen der akuten Gefahr seiner Verhaftung floh Wüsten im Mai 1934 in die Tschechoslowakei. Dorothea Wüsten wurde im November 1934 von der Gestapo inhaftiert. Sie befand sich bis April 1935 in Görlitz und Breslau in Untersuchungshaft. In einem dreitägigen Prozess wurde sie des Hochverrats angeklagt, jedoch dank der Verschwiegenheit ihrer Mitangeklagten mangels Beweisen freigesprochen. Um einer drohenden Einlieferung in ein KZ zu entgehen, floh sie fünf Tage später nach Prag. Dort arbeitete sie künstlerisch. Sie schuf vor allem Zeichnungen und Aquarelle mit antinazistischer Thematik, liebevolle Darstellungen des Alltags in ihrem Gastland, Märchenillustrationen und Porträts. Mit Wüsten leistete sie unter deutschen Emigranten politische Arbeit.
Während Wüsten schon 1938 mit einem französischen Visum nach Paris gelangte, konnte Dorothea Wüsten Prag erst am 5. März 1939, zehn Tage vor der deutschen Einverleibung der Tschecho-Slowakei, über Frankreich nach Großbritannien kommen. In London arbeitete sie als Hausangestellte und Köchin, später bestritt sie ihren Lebensunterhalt in Heimarbeit durch die kunsthandwerkliche Fertigung von Lederartikeln und Keramikmalerei. Daneben schuf sie Zeichnungen und Aquarelle mit englischen Landschaften und Motiven aus London-Hampstead. Sie war Mitglied der Free German League of Culture (Freier Deutscher Kulturbund) und des Free Germany Movement in Great Britain (Bewegung Freies Deutschland). 1944 hatte sie mit Igna Beth, René Graetz und Erich Kahn eine Ausstellung in den Räumen des Kulturbunds.
Erst im Frühjahr 1945 erfuhr sie, dass ihr Mann bereits 1943 in der Haft gestorben war. Im September 1946 ging Dorothea Wüsten nach Ostberlin. Sie wurde Mitglied der SED, wohnte in Pankow und arbeitete als Lektorin und Illustratorin. Von 1949 bis 1951 war sie Mitarbeiterin des Berliner Rundfunks. Dann betätigte sie sich als freischaffende Künstlerin. In den fünfziger und sechziger Jahren entstand eine Anzahl von Porträts und weiterer Werke, zumeist in Öl. Vor allem widmet sie sich jedoch der Publikation der Werke Wüstens. U. a. schrieb sie für dessen Das Leben einer Buhlerin und andere Malergeschichten (Bruno Henschel und Sohn, Berlin, 1951) das Vorwort, und 1963 veranlasste sie, dass der Greifenverlag Rudolstadt Wüstens Roman Rübezahl. Der Strom fließt nicht bergauf herausgab.
1971 erhielt sie die Ehrenbürgerschaft von Görlitz. Sie wurde auch mit der Artur-Becker-Medaille und der Medaille für Kämpfer gegen den Faschismus 1933 bis 1945 ausgezeichnet.
Seit 2015 gehören Bilder Dorothea Wüstens zur ständigen Ausstellung der Galerie der Moderne im Görlitzer Kaisertrutz.

## Darstellung Dorothea Wüstens in der bildenden Kunst
- Johannes Wüsten: Bildnis Dorothea Wüsten (1928, Kupferstich, 8,5 × 6,8 cm)
- Johannes Wüsten: Bildnis Dörthe (1932, Kupferstich, 24,3 × 16 cm)[3]

## Politische Selbstreflexion
„Durch meinen Mann kam ich zum erstenmal zu einer klaren Einschätzung der politischen Vorgänge, die ich bis dahin rein gefühlsmäßig empfunden hatte… Das Studium der ‚Weltbühne‘ mit den Artikeln Carl von Ossietzkys ließ mich die gefährliche Situation in Deutschland erkennen und brachte bei mir eine ausgesprochene Abneigung gegen die Nationalsozialisten hervor. Dazu kam der rege Umgang mit Arbeitern, die sich für unsere Kunst interessierten. Als dann Hitler an die Macht kam, die Genossen in die Illegalität gingen und die Verhaftungen nur wenige übrig ließen, bat ich Ende Februar mitarbeiten zu dürfen und wurde in die illegale KPD in Görlitz aufgenommen.“

## Werke (Auswahl)

### Tafelbilder
- Petri Gesicht (1927, Öl auf Leinwand, 73,5 × 49,5 cm; Kulturhistorisches Museum Görlitz)[4]
- Bildnis Frieda Wüsten[5] (1929, 89 × 71,7 cm; Kulturhistorisches Museum Görlitz)

## Buch-Illustrationen
- Igel Kaspar. Dietz Verlag, Berlin, 1947

### Postume Edition
- Wolfgang Wessig (Hrsg.): Von der Veilchenmutter, dem Rosenherrn und vom Igel Kaspar. Viadukt Verlag, 1992